# Richard Blick
Richard Adolph "Dick" Blick, född 29 juli 1940 i Los Angeles, är en amerikansk före detta simmare.
Blick blev olympisk guldmedaljör på 4 x 200 meter frisim vid sommarspelen 1960 i Rom.